# Lotta Continua

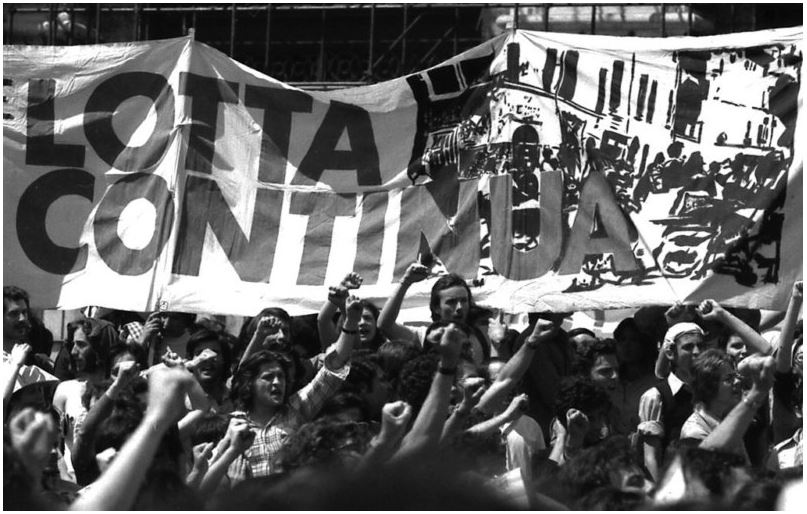
Demonstration von Lotta continua 1973

Lotta Continua (dt. „ständiger Kampf“ sowie „Der Kampf geht weiter“) war eine außerparlamentarische Gruppe der Linken in Italien. Sie entstand im Zusammenhang mit der Studentenbewegung im Herbst 1969.
Ihren Ursprungsort hatte die Bewegung in Turin, wo Studenten und Arbeiter der Fiat-Fabriken im Anschluss an die Studentenbewegung einen zunehmend radikalen, teilweise auch militanten Politikbegriff entwickelten. Ab November 1969 existierte eine wöchentlich erscheinende Zeitung, die ebenfalls den Namen Lotta continua trug. 1972 realisierte das Kollektiv den Dokumentarfilm Der 12. Dezember.
Zu den Mitgliedern der Gruppe gehörten die wegen Mordes verurteilten Adriano Sofri und Giorgio Pietrostefani, sowie Guido Viale, Marco Revelli, Alexander Langer, Gad Lerner, Erri De Luca, Ovidio Bompressi, Paolo Brogi, Marco Boato und Massimo Carlotto. Die Organisation löste sich 1976 auf.